# Syndicat d’agglomération nouvelle du Val-Maubuée
Die  Syndicat d’agglomération nouvelle du Val-Maubuée  ist ein ehemaliger französischer Gemeindeverband (als Vorläufer einer eventuellen Communauté d’agglomération) im Département Seine-et-Marne und der Region Île-de-France. Er wurde 1972 gegründet und 1984 in seine Nachfolgeorganisation Communauté d’agglomération Marne la Vallée-Val Maubuée überführt.

## Mitglieder
- Champs-sur-Marne
- Torcy
- Noisiel
- Lognes
- Émerainville
- Croissy-Beaubourg

## Quelle
1. ↑  CA Marne la Vallée-Val Maubuée (SIREN: 200 035 749) in der Base nationale sur l’intercommunalité (BANATIC) des französischen Innenministeriums (französisch), abgerufen am 11. Dezember 2015.